# Antonella Sudasassi Furnis
Antonella Sudassasi Furnis (San José (Costa Rica), 1986) és una directora de cinema costariquenc d'origen italià. És llicenciada en Comunicació per la Universitat de Costa Rica, amb inclinació per la fotografia i el disseny. El 2015 va iniciar el projecte El despertar de las hormigas, amb el qual buscava explorar el món de la sexualitat en les diferents etapes vitals de la dona i qüestiona el paper tradicional de la dona.
En 2016 va estrenar el curt La niñez, que va guanyar el premi al millor Curtmetratge Centreamericà al Festival Ícaro de 2018. El 2017 va participar al premi Talents del Festival Internacional de Cinema de Berlín i el 2019 va enviar El despertar de las hormigas a la secció Fòrum de la Berlinale, en la que va ser nominada a la millor opera prima. Va guanyar el Kikito d'Or al Festival de Gramado i participà al Festival de Màlaga i als XXXIV Premis Goya.

## Filmografia
- Memorias de un cuerpo que arde, 2024[5]
- El despertar de las hormigas, 2019
- El despertar de las hormigas: La niñez, 2016, Costa Rica, 17 minuts
- De cómo para Cecilia el rojo dejó de ser fuego, 2009
- Descartable, 2009